# Axel Petersen
Axel Karl Petersen (Copenhaguen, 10 de desembre de 1887 - Copenhaguen, 20 de desembre de 1968) va ser un futbolista danès que va competir a començament del segle xx. Jugà com a davanter i en el seu palmarès destaca la medalla de plata en la competició de futbol dels Jocs Olímpics d'Estocolm, el 1912.
Pel que fa a clubs, jugà al Frem entre 1905 i 1916. A la selecció nacional jugà un total de 2 partits, en què no marcà cap gol. Debutà contra Anglaterra l'octubre de 1911 i disputà el seu darrer partit contra Noruega el juny de 1912.